# 20009 Joerao
20009 Joerao è un asteroide della fascia principale. Scoperto nel 1991, presenta un'orbita caratterizzata da un semiasse maggiore pari a 2,556021 UA e da un'eccentricità di 0,208421, inclinata di 8,635193° rispetto all'eclittica. Ha un periodo di rotazione di 2,97 ore.